# Higueruelas
Higueruelas è un comune spagnolo di 537 abitanti situato nella comunità autonoma Valenciana.